# Vaso de Rubin

Vaso de Rubin

O vaso de Rubin é parte de um conjunto de ilusões de óptica desenvolvido pelo psicólogo dinamarquês Edgar Rubin, apesar da ilusão já estar presente em impressões do século XVIII.
A ilusão apresenta ao observador uma escolha mental entre duas interpretações válidas: A silhueta de um vaso ou a silhueta do perfil de duas faces humanas. Em geral o observador percebe apenas uma delas e somente após algum tempo ou através de algum estímulo acaba percebendo a segunda. Ao tentar observar a primeira e a segunda interpretação simultaneamente percebe-se que uma acaba por impedir a outra.